# Nagyoroszi
Nagyoroszi es un pueblo ubicado en el condado de Nógrád, Hungría.

## Superficie
Posee una superficie de 40,03 kilómetros cuadrados.

## Demografía
Hasta 2021 la población era de 2143 habitantes, con una densidad de población de 53,53 habitantes por kilómetro cuadrado.